# 霍坎·努丁
霍坎·努丁（瑞典語：Håkan Nordin，1961年1月15日—），瑞典男子冰球运动员，1977年开始职业生涯。他曾代表瑞典参加1984年冬季奥林匹克运动会冰球比赛，获得一枚铜牌。